# Tuorlan observatorio

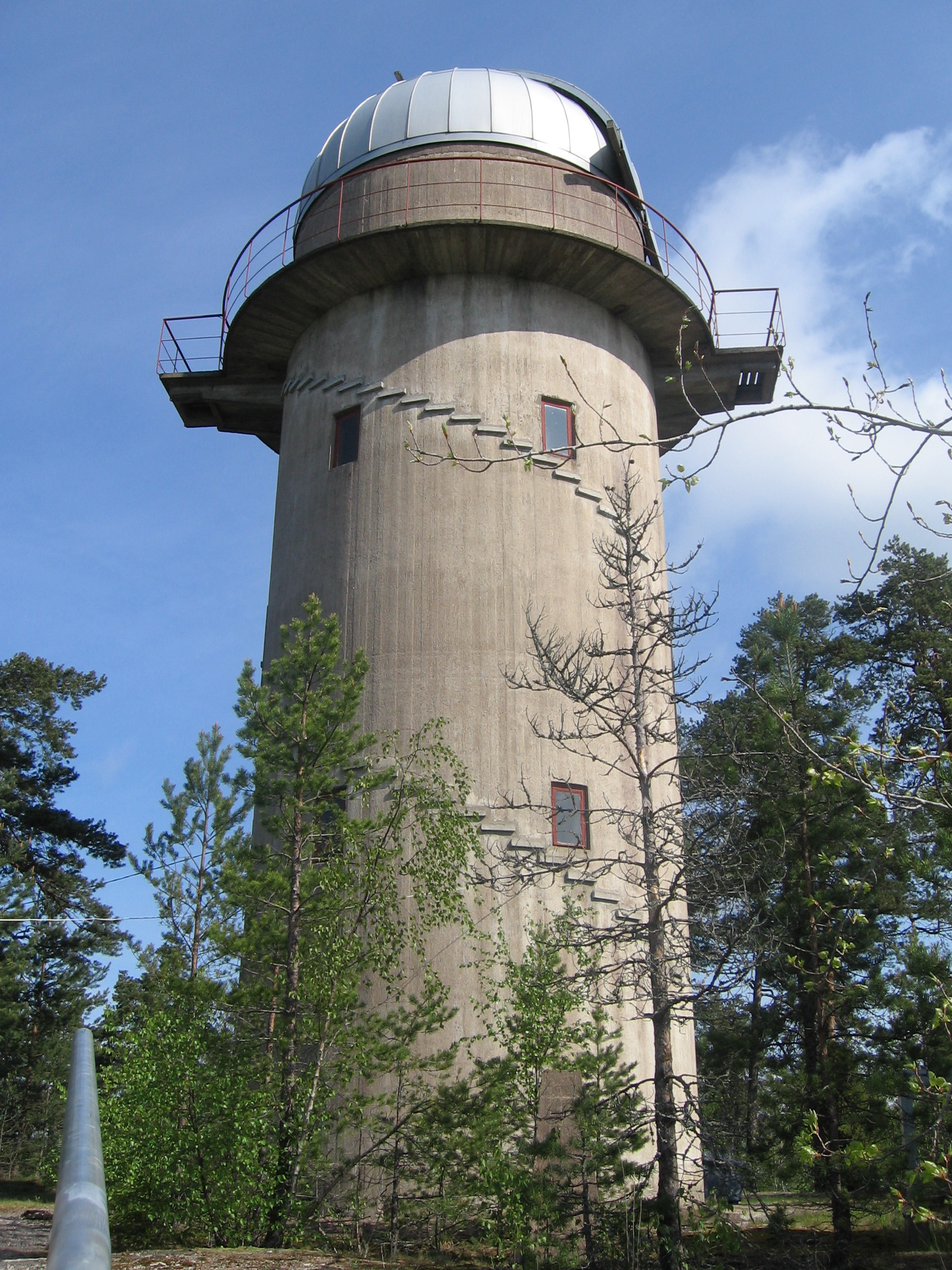
Die Tuorlan-Sternwarte im Jahr 2007

Das Tuorlan observatorio ist eine Sternwarte der Universität Turku, etwa zehn Kilometer östlich von Turku in Finnland. Sie wurde 1952 auf Initiative von Yrjö Väisälä gegründet.
Die Sternwarte verfügt über ein Dall-Kirkham-Spiegelteleskop, das mit einem Meter Durchmesser das größte optische Teleskop Finnlands ist, des Weiteren über eine 0,7-Meter-Schmidt-Kamera und speziell zur Sonnenbeobachtung über ein 2-Meter-Radioteleskop.

## Geschichte
Das Tuorla-Observatorium wurde 1952 von Professor Yrjö Väisälä gegründet. Es wurde ein neues Observatorium benötigt, da das alte Iso-Heikkilä-Observatorium in der Nähe von Turku unter der starken Lichtverschmutzung durch das nahegelegene Stadtgebiet beeinträchtigt war. Ein neuer Ort wurde in Tuorla gefunden, der etwa 12 Kilometer von Turku entfernt liegt.
Der erste Teil der Sternwarte bestand aus einem Hauptgebäude und einem 51 Meter langen Tunnel für optische Experimente. Aufgrund der wachsenden Größe der Abteilung erfolgte in den Jahren 1989 und 2002 die gebäudetechnische Erweiterung. Ab 1974 war die Sternwarte Teil des Fachbereichs Physik, bis sie 1991 wieder zu einer eigenständigen Forschungseinrichtung der Universität wurde. Im Jahr 2009 fusionierte die Sternwarte wieder mit dem Fachbereich Physik und ist nun eines der sieben Abteilungen des Fachbereichs Physik und Astronomie der Universität Turku.
Die Sternwarte verfügt über mehrere Teleskope, die sich um die Hauptgebäude herum befinden, und nutzt auch internationale Teleskope wie das Nordic Optical Telescope. Seit Oktober 2008 ist das Tuorla-Planetarium neben der Sternwarte in Betrieb.